# Dumitru Popovici
Dumitru Popovici (Rîbnița, 5 agosto 1983) è un calciatore moldavo, difensore dell'Iskra Rîbnița.

## Carriera

### Club
Ha giocato nella prima divisione moldava, in quella siriana ed in quella uzbeka.

### Nazionale
Nel 2009 ha giocato una partita con la nazionale moldava.